# ʿAbd al-Rahmān ibn ʿAwf

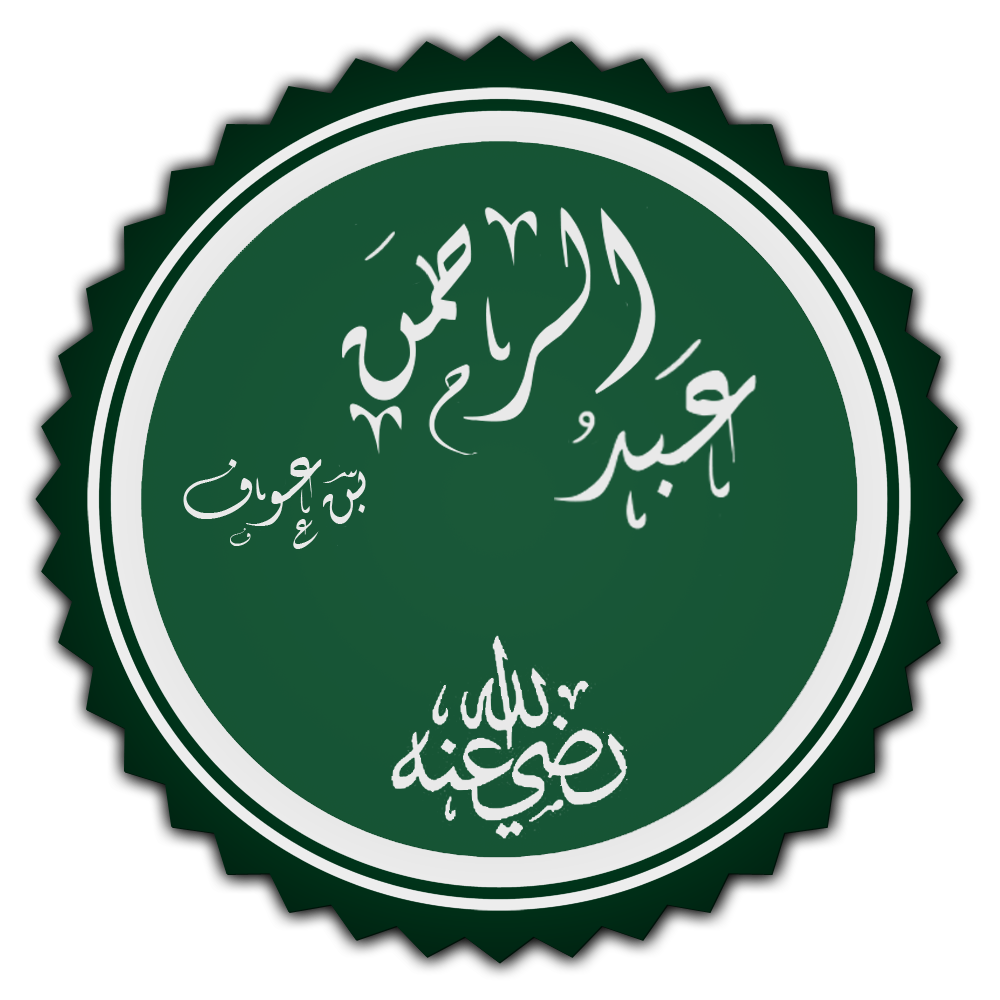
Calligrafia di ʿAbd al-Raḥmān ibn ʿAwf

ʿAbd al-Raḥmān ibn ʿAwf al-Zuhrī (in arabo عبد الرحمن بن عوف‎?; La Mecca, 579 – Medina, 652) è stato uno dei più importanti Compagni (Sahaba) del profeta Maometto (del quale era più giovane di 9 anni), nonché suo parente. Era uno dei dieci convertiti ai quali fu pronosticato dal Profeta il Paradiso.

## Biografia
Commerciante quraishita di successo, si convertì all'Islam a 30 anni per opera di Abū Bakr, diventando così uno dei primi otto musulmani, prima dell'entrata del Profeta nella Dar al-Arqam.
ʿAbd al-Raḥmān b. ʿAwf fu tra i Muhajirun che parteciparono a entrambe le Egire: la prima in Abissinia e la seconda a Yathrib (poi Medina).
Dopo aver lasciato patria e ricchezze, il Profeta (che già gli aveva cambiato l'originario nome di ʿAbd ʿAmr, o ʿAbd al-Kaʿba, in quello di ʿAbd al-Raḥmān) volle che egli si affratellasse a Medina con Saʿd b. al-Rabīʿ, che gli consegnò metà del suo patrimonio, dando modo ad ʿAbd al-Rahmān di ricostituire un buon capitale, necessario per i suoi commerci, nei quali egli sapeva esprimere un notevole talento.
Partecipò alla battaglia di Badr e a quella di Uḥud e fu tra i pochi che riuscirono a resistere validamente, difendendo il Profeta in difficoltà e ricevendo per questo venti ferite, una delle quali lo lasciò per sempre zoppo.
Guidò poi 700 uomini nella spedizione del 6 dicembre del 627 contro la cristiana cittadina di Dumat al-Jandal, riuscendo a convertire il suo signore, al-Aṣbāgh al-Kalbī (ma non i suoi sudditi), che gli concesse in sposa la figlia Tumāḍir, che ʿAbd al-Rahmān portò con sé a Medina.
ʿAbd al-Raḥmān fu uno dei sei membri del Consiglio nominato dal califfo 'Omar ibn al-Khattāb, i cui membri dovevano identificare fra di loro il nuovo califfo. Ritagliando per sé il ruolo di portavoce dei diversi partiti che si crearono (uno favorevole ad ʿUthmān ibn ʿAffān e l'altro ad ʿAlī ibn Abī Ṭālib), la scelta cadde poi su ʿUthmān ibn ʿAffān, che divenne così il terzo califfo.